# Formell verifiering
Formell verifiering innefattar att bevisa eller motbevisa korrektheten för avsedda algoritmer som ligger till grund för ett system med avseende på en viss formell specifikation eller egenskap, med hjälp av formella matematiska metoder.